# Maureillas-las-Illas

Localización de Maureillas-las-Illas en el Vallespir

Maureillas-las-Illas[cita requerida] (en catalán Morellàs i les Illes) es una localidad y comuna francesa situada en el departamento de Pirineos Orientales, en la región de Occitania y la antigua comarca del Vallespir. Sus habitantes reciben el gentilicio de maureillanais en francés y morellasesos en catalán.

## Geografía
Es un municipio de 4210 hectáreas, fronterizo con España con relieve muy accidentado, que se extiende desde el Pico de la Salinas, en el Vallespir hasta Le Perthus, al este del Pico del Priorat, a la orilla de la Sierra de la Albera. El municipio toca con las localidades catalanas de Massanet de Cabrenys, La Bajol, Agullana y La Junquera y las localidades francesas de Céret, Saint-Jean-Pla-de-Corts, Le Boulou, Les Cluses et Le Perthus. Además de las fronteras naturales, los hitos fronterizos n.° 554 a 566 materializan los límites entre los dos países.
El punto más elevado es el Pico de las Salinas (1320 m.), que sirve de límite entre Céret, Las Illas y Massanet de Cabrenys. El conjunto del territorio es muy arbolado, con un predominio de la encina, del alcornoque y del castaño. Es notable la presencia de numerosas masías. El territorio es atravesado del sur al norte por el río de Las Illas, que a continuación pasa a llamarse río de Maureillas desemboca en el Tech en la localidad de Le Boulou. Se juntan también el río Roma y pequeños afluentes que vienen de Riunoguès.

## Historia
El municipio es el resultado de una sucesión de fusiones de varios pueblos que empezó en 1822, cuando Saint-Martin-de-Fenollar fue anexado a Maureillas. Mientras tanto, La Selva fue absorbida por Las Illas en 1823. Luego, en 1972, Riunoguès y Las Illas se juntaron con Maureillas para formar un único municipio. Por lo tanto, la historia de éste está ligado con la de cada pueblo que lo constituye.

### Maureillas
Durante mucho tiempo se consideró que no había ningún rastro prehistórico en el territorio de Maureillas hasta que se descubrió el Dolmen de la Siureda, escondido dentro de una vegetación muy densa. Fue estudiado por la arqueóloga y prehistoriadora Françoise Claustre, quien demostró que los hombres prehistóricos del Calcolítico (final del tercer milenario III) vivían en las colinas encima de Maureillas.
La historia de Maureillas se remonta a la Antigüedad. Parece que el pueblo fue fundado por los romanos. Sin embargo, no queda constancia hasta que Carlomagno conquista los territorios de la Marca Hispánica a los moros en 811.
El término de Maurelianum aparece por primera vez en 1011 y el término Morellàs fue catalogado por primera vez en 1395.
Durante la Edad Media, el primer señor conocido fue Ramón de Maurellar, fechado en 1147. Maureillas conoce un periodo oscuro entre los siglos XIII y XIV con las guerras entre los reyes de Aragón y de Mallorca. En el siglo XIII, el pueblo está controlado por la familia Llupia. Pero parece que después se impusieron dos familias: los vizcondes de Rocaberti y luego los Santmartí, señores de Saint-Martin de Fenollar, quienes conservaron casi todo el territorio de Maureillas hasta el final del siglo XVI.
A partir del siglo XIV, un barri está mencionado frecuentemente. Al parecer alberga 60 hogares en 1378 (cifra que bajará al siglo XV). Durante ese periodo el pueblo se desarrolla alrededor de la iglesia Saint-Étienne, construida en el siglo X, y del Casteil, residencia de los importantes señores de Oms. Se sabe también que Maureillas estaba rodeado de fortificaciones, de las cuales quedan todavía trozos.
La anexión en 1659 de las comarcas de Cerdaña, Conflent, Rosellón y Vallespir al Reino de Francia, consecuencia del Tratado de los Pirineos, disturba una actividad basada hasta entonces en el comercio con el resto del Principado de Cataluña. Lo confirma el libro de reclamaciones de 1789, en el cual los habitantes se indignan contra las tasas e impuestos de todo tipo que se les piden.
En el siglo XIX, Maureillas empieza un periodo de prosperidad de varias décadas en la industria del corcho, al cual está dedicado hoy en día el Museo del Corcho.

### Las Illas
El señorío está mencionado por primera vez en 1359. En esta fecha, está infeudado al caballero Ponç d'Avinyó, y después, pasa a manos de la familia Darnius i d'Ardena, que lo conservarán hasta el final del Antiguo Régimen. Combatiendo junto a las tropas de Luis XIII, Josep d'Ardena fue ascendido al título de conde de Las Illas en 1643. Durante la revuelta de los campesinos catalanes en contra de la instauración de la gabela por el nuevo régimen francés después de la anexión de 1659, la familia luchará en contra de los Angelets de la Terra.
El municipio se conoce también por haberse vuelto, en mitad del siglo XIX, el principal guarida de los Trabucaires, una pequeña tropa de tunantes que provenía del ejército carlista. Se juntaban con regularidad en el hostal de Vincent Justafré, el actual Hostal dels Trabucayres, y beneficiaban de la simpatía de la población local, sobre todo del cura Brial. La banda estaba especializada en los atracos de diligencias y de viajeros, después de haber vigilado la carretera en el interior del famoso « Roble de los Trabucaires», gran roble hueco que se situaba cerca del actual Hostal del Roble, en la entrada de Maureillas, al lado de la antigua carretera nacional que conducía hacia España. Este árbol sirvió de 1840 hasta 1846.
El asesinato del joven Jean Massot, de dieciséis años, encontrado degollado en una cueva cerca de Corsavy en 1845, corresponde al crimen de la banda más conocido. Arrestado poco después por la gendarmería de Corsavy, los Trabucaires fueron juzgados y condenados en 1846: dos de ellos fueron ejecutados en la plaza del Barri en Céret y otros dos en Perpiñán.

### Riunoguès
Se sabe solamente que en al siglo X, la villa de Rivonugario y su iglesia dependían del monasterio de Sant Pere de Rodes en el Ampurdán y que en al siglo XIV, el territorio pertenecía a los Señores de Saint-Jean-Pla-de-Corts, vasallos de los vizcondes de Rocaberti. Después de la anexión del territorio por el Reino de Francia, Luis XIV concede a la familia Miró, originaria de Les Cluses, el señorío de Riunoguès que conservará hasta la Revolución.

## Etimologías
Maureillas es el afrancesamiento del nombre catalán Morellàs, que viene del nombre latín Maurelianum, compuesto del término Maurelius (con raíz maurus, moreno) y del sufijo -anum, que ha originado la mayoría de los nombres de lugares catalanes acabados en -à. Sin embargo, algunos relacionan el prefijo maurus con la presencia de los Moros en la zona durante algunas décadas.
Saint-Martin-de-Fenollar está citado con la forma Fullonicas en los primeros textos medievales conocidos. Corresponde al latín fullonica y evoca la presencia de uno o varios batanes.
Las Illas es una deformación francesa del término catalán Loch de les Illes aparecido en 1359. En este caso, este término está utilizado para señalar manzanas de casas.
La Selva corresponde al latín silva que significa bosque.
Riunoguès viene del latín Rium Nogarium, que hace referencia al río, bordeado de nogales.

## Administración
Administrativamente, pertenece al distrito y al cantón de Céret, y a la Communauté de communes du Vallespir. Esta última, creada en 1997, une 6 municipios (Céret, Le Boulou, Maureillas-Las Illas, Reynès, Saint-Jean Pla de Corts, Taillet), con Céret como ciudad central.
Maureillas mantiene relación de hermanamiento con:
- Bretteville-l'Orgueilleuse (Francia)
- La Bajol (España)

## Demografía
| 943 | 1333 | 1175 | 1182 | 1370 | 1706 | 2037 | 2281 | 2594 |
| Para los censos de 1962 a 1999 la población legal corresponde a la población sin duplicidades (Fuente: INSEE [Consultar]) |      |      |      |      |      |      |      |      |

## Economía
Con más de 300 días de sol al año, los amplios bosques de alcornoque que rodean Maureillas Las Illas disfrutan de condiciones climáticas y ecológicas perfectas. En 1950, la mitad de la población trabajaba en la fabricación de corcho y sus derivados. Hoy en día, la industria ha desaparecido, pero las características de plasticidad, acústica y térmica del corcho sugieren nuevas oportunidades para el sector. Es en ese sentido que actúan las partes interesadas y el sector público (ayuntamiento y Conseil Général a través de la Charte Forestière de Territoire de la Subéraie).

## Lugares y monumentos
Dentro de los numerosos monumentos históricos que cuentan los pueblos del municipio, se puede destacar los sitios siguientes, de relevancia diferente. También se podrá ver la iglesia y las ruinas del castillo de Las-Illas, así como la capilla Sainte-Madeleine en Maureillas.

### Capilla Saint-Martin-de-Fenollar

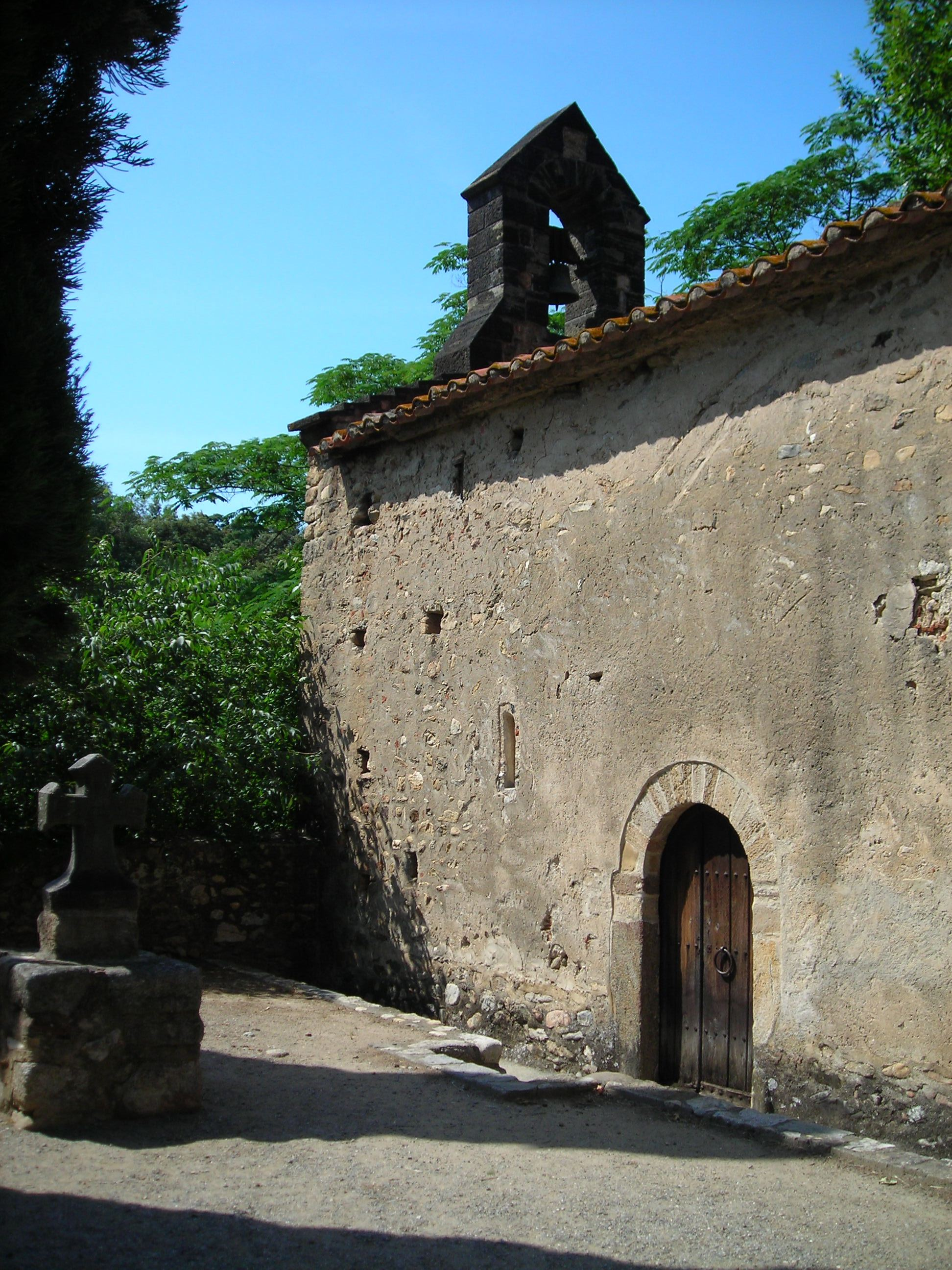
San-Martín-de-Fenollar.

Ubicado cerca de la antigua Vía Domitia, justo antes de pasar los Pirineos, San Martín de Fenollar es una pequeña iglesia de arquitectura prerromana, fechada por primera vez en un texto de 844 como posesión de la abadía de Arles sur Tech. En sus orígenes, estaba cubierta de una carpintería de madera que fue sustituida más tarde por una bóveda de piedra. Durante la primera mitad del siglo XII, fue decorada por unos importantes frescos. Estos cuentan en los muros la historia de la Encarnación (Anunciación, Natividad, Anuncia a los pastores, Adoración de los Reyes Magos) y, arriba, la visión de la Majestas Domini, inspirada del Apocalipsis; el Cristo rodeado de los cuatro Evangelistas recibe el homenaje de los veinticuatro Ancianos.
Se trata de los frescos más importantes en el Rosellón, más cerca, por su estilo, de las obras meridionales de Aquitania y del Languedoc, y diferente del gran estilo italo-bizantino, ilustrado por los pintores de Taüll, en Cataluña del Sud. Por su paleta reducida y su potencia de expresión, se trata de una obra singular que impresionó fuertemente a los artistas modernos y, particularmente, a Picasso y Braque durante su visita en 1910.
Clasificada como monumento histórico desde el 1.er de agosto de 1967, la capilla San-Martín-de-Fenollar es un lugar patrocinado por el "Réseau Culturel Terre Catalane" (Red Cultural Tierra Catalana). Es posible visitarla.

### Iglesia Saint-Étienne de Maureillas
Dedicada a San Esteban, la iglesia de Maureillas está fechada por primera vez en 1147, en un texto que hace referencia a su cementerio. Es un edificio de origen romano que fue casi enteramente reconstruido en el siglo XVII. Tiene un ábside abovedado sobre arcos diafragmas. La iglesia alberga un importante mobiliario: retablos del Cristo y de San Francisco (siglo XVII), de la Trinidad (siglo XVIII), un púlpito (siglo XVIII), una cómoda (siglo XVIII), una « cadireta» (siglo XVIII) así como estatuas del Cristo del siglo XVII y de dos Vírgenes con Niño de los siglos XIII y XVIII. Posee también una pintura de San Miguel del siglo XVII totalmente reformada.

### Iglesia Saint-Michel de Riunoguès
Saint-Miquel de Riunoguès es una iglesia prerromana, excepcionalmente bien conservada. Muy característica de las construcciones religiosas de los siglos IX y X, se compone de una nave única acabada en un ábside rectangular. El techado está cubierto de grandes losas grises que corresponde a una característica única tanto en el Vallespir como en el Rosellón. Alberga obras interesantes: El Banco de justicia, especialmente, y un curioso retablo de San Miguel esculpido en 1739.
La iglesia, mencionada tres veces en el siglo X, está clasificada como monumento histórico desde el 14 de febrero de 1989.

### Museo del Corcho

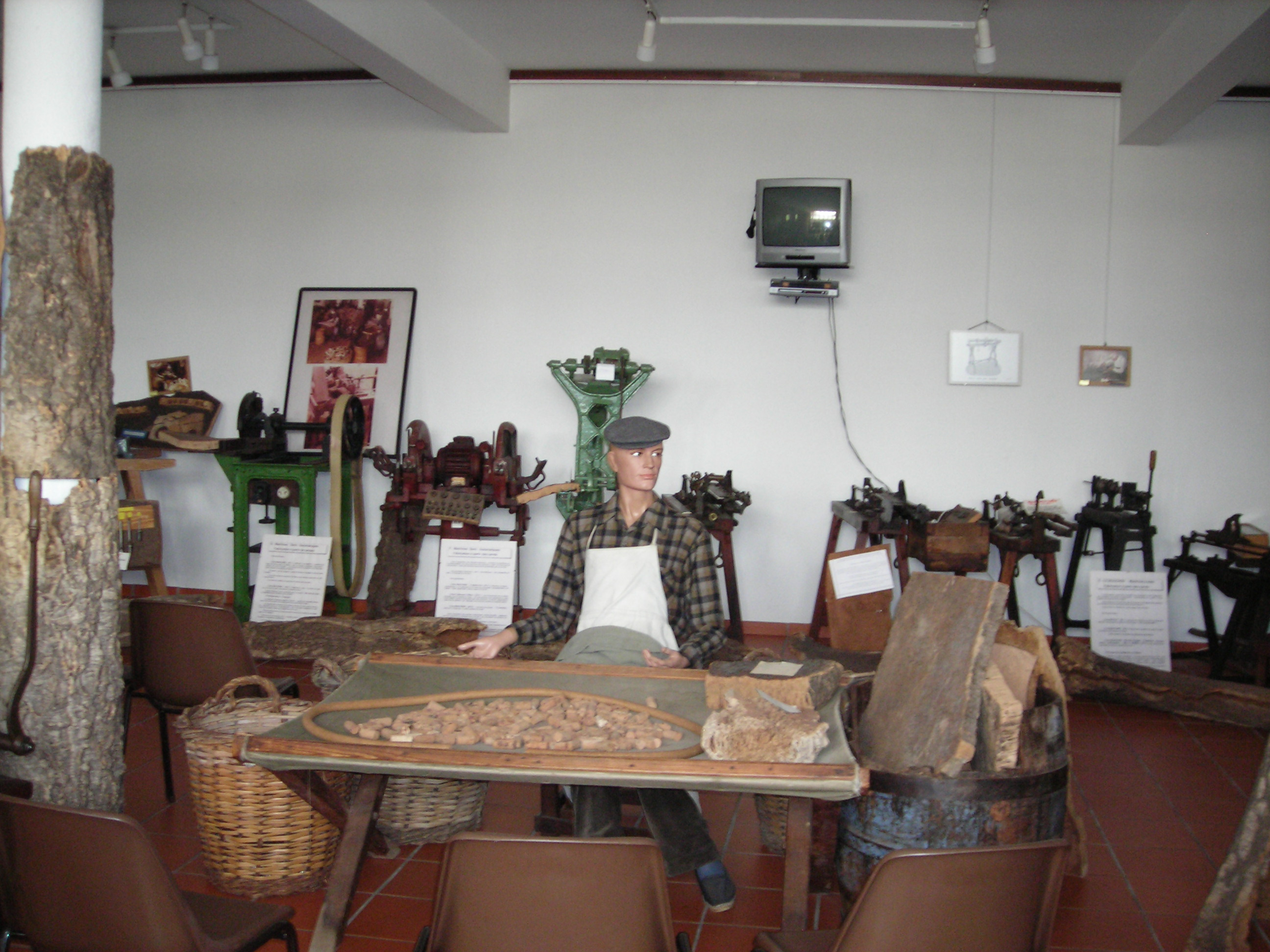
Interior del Museo.

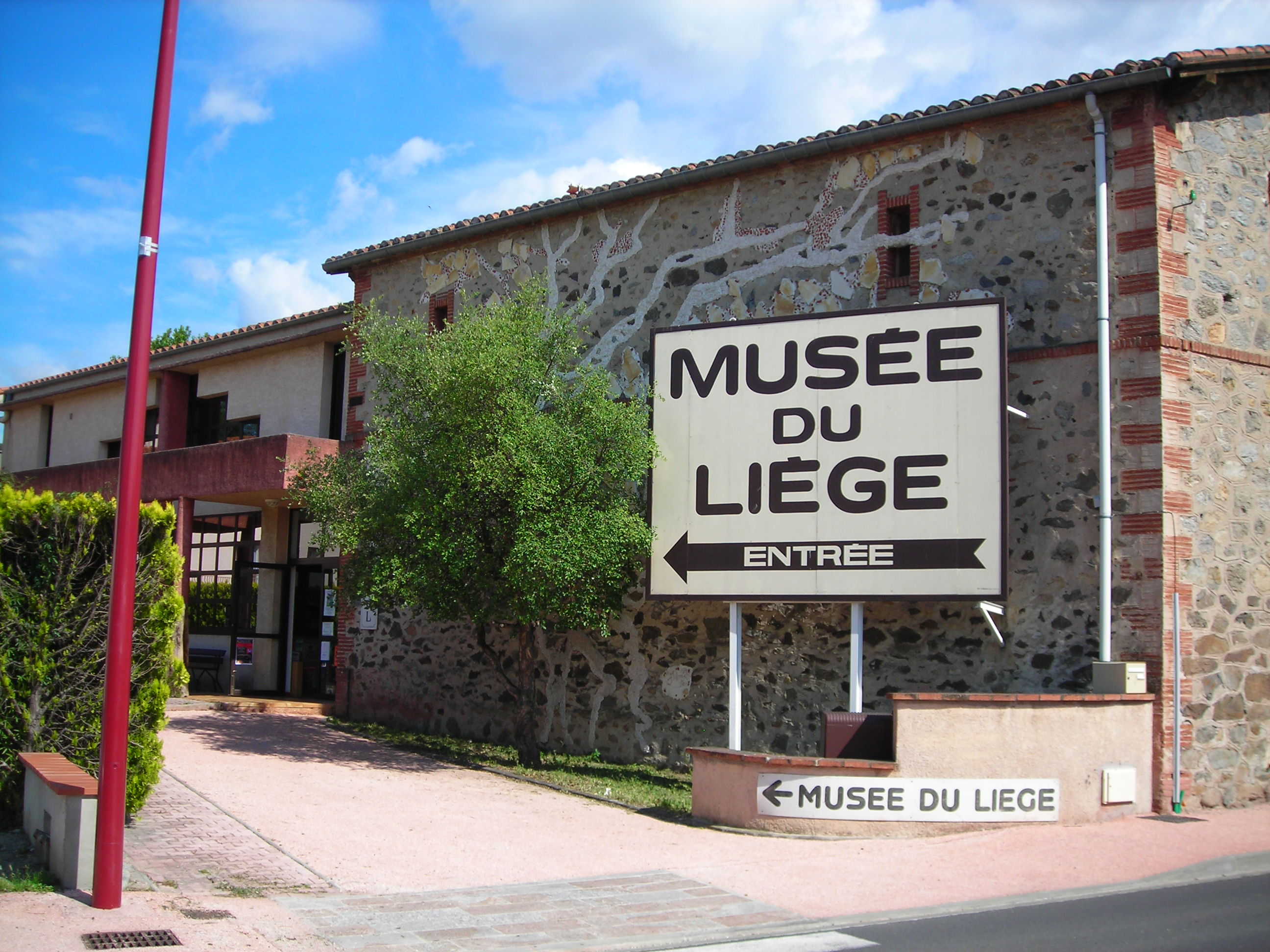
Museo del Corcho de Maureillas.

Fundado en 1982 por antiguos taponeros del pueblo, este museo, único en Francia, celebra lo que era todavía hace cincuenta años la principal actividad del pueblo. Albergado en sus principios en una antigua casa del centro, fue trasladado en 1991 a su sitio actual, una antigua bodega del final del siglo XIX.
Acoge el Syndicat d’Initiative, así como una sala de exposición en la primera planta. Cuenta la historia del material a partir del alcornoque para llegar al tapón y a las otras utilizaciones del corcho. El museo tiene una colección única en Europa de herramientas y de máquinas antiguas que los ancianos utilizaban para descorchar el alcornoque en los bosques, trabajar el corcho y llevar a cabo la producción de tapones. Posee también el tapón de corcho más grande del mundo.
El corcho ha inspirado y sigue haciéndolo numerosos artistas locales y nacionales entre los cuales se puede destacar Ludovic Massé y Eric Marsian que lo han utilizado como materia prima.

### Dolmen de la Siureda
Este dolmen, de cámara cuadrada, rodeado de los restos de un túmulo, data de la Edad del Bronce. Los hombres que lo erigieron, habían elegido un lugar particularmente soleado y ofreciendo una amplia vista sobre la llanura del Rosellón. Testimonia de un asentamiento humano fuerte en la época del Calcolítico (final de la era megalítica en los Pirineos en el milenario III antes de J.-C.). Ha sido descubierto por el grupo de prehistoria del Vallespir et de los Aspres, entre 1986 y 1988.
La arqueóloga y prehistoriadora Françoise Claustre ha contribuido en explicar el fenómeno megalito, especialmente con el estudio del Dolmen de la Siureda.

### Torre Bel Ull
La Torre está ubicada a 308 metros de altitud. Hoy en día está en ruina y sólo queda la base de forma circular. Dominaba Maureillas y ofrecía un panorama de 360°. Se trababa de una atalaya de la Edad Media, incorporada al sistema defensivo de la llanura del Rosellón que se desarrolló a partir de los Romanos hasta el final del Reino de Mallorca

## Ocio
Maureillas se extiende sobre un territorio amplio y arbolado que propone una oferta muy amplia de turismo verde, con la presencia de 5 cámpines en su municipio:
- Camping municipal Le Tourou (*)
- Camping Les Bruyères (***)
- Camping Val Roma Park (***)
- Camping Les Pins Le Congo (**)
- Camping naturista La Clapère (**)

Maureillas ofrece varias rutas de senderismo ecuestre, pedestre y de bicicleta. Entre ellas, se puede destacar en particular las rutas siguientes:
- Dolmen de la Siureda i de la Torre Bel Ull: empieza en el Prat de la Farga, 8,5 km (2h30) con un desnivel de 300 m
- Coll de Portells: empieza en Riunoguès, 10 km (3h30) con un desnivel de 400 m
- En las huellas dels Trabucayres: empieza en Las Illas, 15 km (5h00) con un desnivel de 780 m
- En las huellas de los Romanos: empieza en Maureillas o Riunoguès, la ruta pasa por les ruinas de Panissars y el Castell de Moros con posibilidad de hacer un desvío por la fortaleza de Bellegarde
- Coll del Priorat: empieza en Riunoguès
- Coll de Fontfreda i Puig de les Salines: pasa por el puerto de Fontfrède, a partir del cual los refugiados pasaban a España durante la Ocupación. Una estela en memoria a ellos fue construida.